# Sd.Kfz. 250
SdKfz 250 byl první široce používaný německý polopásový obrněný transportér. Byl postaven na podvozku staršího typu SdKfz 10. Tento typ dostal dodatečnou pancéřovou ochranu, i přes tyto změny byl však seshora stále otevřený. Uvezl 6 mužů a byl vyzbrojen 2 kulomety MG. Po rozšíření větších verzí tohoto typu (SdKfz 251) používán hlavně u průzkumných jednotek.
Obrněné transportéry SdKfz 250, které zůstaly po ukončení 2. světové války na území Československa, byly v poválečném období užívány čs. armádou pod označením D7p.